# Васильківський Сергій Іванович
Сергі́й Іва́нович Василькі́вський (7 (19) жовтня 1854, Ізюм — 8 жовтня 1917, Харків) — український живописець, пейзажист, баталіст.

## Життєпис
Народився 7 жовтня 1854 року в повітовому місті Ізюм Харківської губернії в сім'ї писаря. Середовище і оточення, в якому зростав майбутній художник на Слобожанщині, було особливо благодатним для формування його творчої особистості. Його дід-чумак, який походив з козацького роду, привив молодому Сергієві інтерес до української старовини, а мати — любов до народних пісень і фольклору. 1861 року батьки Сергія переїхали до Харкова, головного культурного центру Слобожанщини. Перші навички в мистецтві Васильківський одержав у Харківській гімназії від учня Карла Брюллова у Петербурзькій Академії мистецтв — Дмитра Безперчого. В роки навчання молодий митець мав змогу користуватися бібліотекою свого родича, поета Володимира Александрова, в якій були твори Івана Котляревського, Тараса Шевченка, Миколи Гоголя, що справили на нього глибоке враження.
Після п'яти років навчання в гімназії на вимогу батька Васильківський вступив до Харківського ветеринарного училища. Але 1873 року він залишив там навчання, через неплатоспроможність і влаштувався працювати деякий час канцелярським службовцем при Харківському казначействі.
У 1876–1885 роках навчався у пейзажному класі Петербурзької академії мистецтв у Михайла Клодта (1832–1902) і Володимира Орловського (1842–1914). Успішне навчання доповнювалося враженнями від виставок передвижників та поїздок на батьківщину.
1879 року за етюд з натури одержав першу академічну нагороду — малу срібну медаль. У студентські роки він зазнавав нестатків, жив на горищі в Академії, у так званій «казьонці», разом з Порфирієм Мартиновичем, Опанасом Сластіоном, Геннадієм Ладиженським, Миколою Самокишем, Яном Ціонглінським, згодом видатними художниками. 1881 року Васильківський здобув другу малу срібну медаль.
1883 року, виконавши навчальну програму, молодий Сергій часто подорожував Україною і створив низку відомих пейзажів «Весна в Україні», «Влітку», «Кам'яна балка», «На околиці», що дозволили йому взяти участь у конкурсі на золоту медаль та всеросійській академічній виставці. За пейзажні етюди, в яких художник передавав мальовничість української природи, він отримав 5 срібних і одну малу золоту медаль, а за картину «На Дінці» (1885, не збереглася) — велику золоту і право на поїздку закордон для фахового вдосконалення.
У березні 1886 року виїхав за кордон. Він жив у Франції і подорожував Англією, Іспанією, Італією, Південною Африкою та Німеччиною, де познайомився з колекціями художніх музеїв. Художник удосконалив майстерність, користуючись порадами Володимира Орловського та І. Похитонова, які жили в той час у Парижі. Васильківський багато працював і виставляв свої твори у Паризькому салоні.
Перебування за кордоном укріпило рішення майстра спрямувати свій талант на розвиток пейзажного жанру в українському мистецтві. Васильківський мандрував пішки Харківщиною і Полтавщиною, спускався Дніпром до Запоріжжя. Художник малював українські праліси та левади, сільські хати і вулиці в різні пори року, часто з невибагливими жанровими мотивами, що органічно вписувалися в природу. Уникаючи спрощення, він поглиблював тональну просторовість і структуру образотворення. В канву сучасних образів української землі впліталися ліричні відступи, історичні пейзажі на козацьку тематику, які передавали дух минулої епохи.

Могила Сергія Васильківського у Молодіжному парку Харкова

Починаючи з академічного періоду, Васильківського приваблювали мотиви сутичок козаків з татарами. Він відвідував батальну майстерню, де навчався його приятель М. Самокиш. Переважно твори художника мали узагальнений характер, в яких була відсутня динамічна дія чи поширений в той час етнографічно-побутовий сюжет, за винятком таких як «Сутичка козаків з татарами» (1892, вважається втраченою) і «Побачення» (1894, Харківський художній музей). Вони трактувалися романтично і були споріднені за настроєм з народним пісенним фольклором.
Помер 8 жовтня 1917 року в Харкові. Незадовго до смерті передав усі свої малюнки Харківському українському художньому музею. Того ж року газета «Нова Рада» називала художника «приємною людиною», «цікавим оповідачем» та «свідомим українцем».

## Панорамні твори
Типовий сюжет Васильківського — озброєний козак-вершник в степу або група козаків на сторожі, в кінному поході чи на відпочинку «Козачий пікет», 1888, Харківський художній музей; «Сторожа Запорозьких Вольностей» («Козаки в степу»), близько 1890, Національний музей образотворчого мистецтва; «На варті», близько 1890, Одеський художній музей; «Козак в степу. Тривожні ознаки», близько 1905, Сумський художній музей. До цієї групи творів близькі й краєвиди, в назвах яких народна пам'ять зберегла інформацію про історичне минуле («Козача гора», 1890, Харківський історичний музей імені М. Ф. Сумцова; «Козача левада», близько 1890, Сумський художній музей).
В центрі картини «Козачий пікет» (1888) — троє коней на світанковому лузі; справа, біля багаття, сидять козаки, що несуть варту в степу. Простір неба й глибина неозорих далей, оповитих блакитно-ліловим туманом, соковитість степових трав і вологість повітря передаються тональними градаціями колірних відтінків. Жанрова сцена виступає невід'ємною частиною світу природи, тому картина, позначена рисами історичного полотна, по суті залишається пейзажем.
Картина «Сторожа Запорозьких Вольностей» вважається найзначнішим твором митця на історичну тему. Два вершники, зупинивши коней, вслухаються в тишу безлюдного, випаленого сонцем степу. В міцних постатях — впевненість і гідність. Зображені зі спини, в легкому повороті вліво; попереду, на горизонті, блищить смуга Дніпра, справа — курган; над ними високе небо з хмарами: невід'ємні від пейзажу вони підсилюють його значущість. Вершники на сторожі. Їх статичність тимчасова й в будь-який момент може змінитися на рух. В загальній світлій колірній гамі зеленкувато-вохристих і голубуватих тонів стриманим акцентом виступає контраст червоного й білого у козацькому одязі. Спрямований вглиб, до горизонту, рух хмар, плавні, спокійні ритми просторових планів передають безмежність світло-повітряного середовища, епічність пейзажу. Відмовившись від зовнішньої оповідності, художник досягає внутрішнього заглиблення у простий сюжетний мотив, сутністю якого є ідея патріотизму.
Сергія Івановича Васильківського називають поетом українського малярства за надзвичайну ліричність його пейзажних та історичних творів. Розквіт творчості художника припадає на останню третину XIX століття, період, коли в Україні діяли Емський указ та Валуєвський циркуляр про заборону українського друкованого слова. Звернення художників до рідної історії, до відображення природи України, народних типів, етнографічних особливостей селянського або козацького побуту, звичаїв та обрядів, народної архітектури було своєрідною формою протесту, боротьби митців за утвердження національної гідності свого народу. Саме на той період припадає інтенсивний розвиток історичного жанру, поява в українському живописі полотен, присвячених історії запорозьких козаків. В умовах заборони й переслідування українських Громад, членами яких були видатні діячі української науки й культури Володимир Антонович, Павло Чубинський, Федір Вовк, Микола Лисенко, Пантелеймон Куліш, Микола Костомаров, Михайло Драгоманов, Михайло Коцюбинський, національна скерованість у творчості вимагала від митців особистої мужності й високого патріотизму. Сергій Васильківський належав саме до таких митців як Костянтин Трутовський, Порфирій Мартинович, Іван їжакевич, Микола Пимоненко, Микола Самокиш, Олександр Мурашко, котрі не стояли осторонь від життя народу і своєю творчістю відіграли велику роль у розвитку національної культури.
«Козача левада» — один з найкращих зразків пейзажного жанру в українському мистецтві кінця ХІХ століття. Стелиться вглибину затишний заливний луг. За ним блакитніє подана узагальнено смуга дерев. (В Україні луг з деревами біля ставка чи річки називають левадою — у таких місцях зупинились перепочити або оселялись козаки, чумаки). Високе небо у світлих хмарах, правдиве, точного відтворене освітлення. Небо і земля майже порівну ділять вертикаль формату — це надає простому мотиву величності, а неспішне чергування планів залучає до споглядання, до вживання в напоєний сонцем і повітрям, оновлений голубою імлою літній краєвид з характерними прикметами сільського життя. Справа, на другому плані — темно-зелені високі осокори (теж подані загальною масою). Постаті двох селян, що відпочивають у їх затінку, і воли в центрі композиції, що п'ють воду з озерця, гармонійно вписуються в нього. В колориті панує м'яка насичена гама зелено-блакитних кольорів, збагачена відтінками і рефлексами; градації тонів створюють ілюзію просторової глибини. Виразність картині додає і різноманітна фактура живописної поверхні — трави на передньому плані написані точно і вільно, луг — пастозно, а небо — щільнішим мазком. Поєднання образу неминучої краси і величі природи з назвою — «козача левада» — розширює асоціативний потенціал твору, виявляє його надсучасність.
Його картина "Козача левада" намальована великим панно в приміщенні Бердичівського залізничного вокзалу.

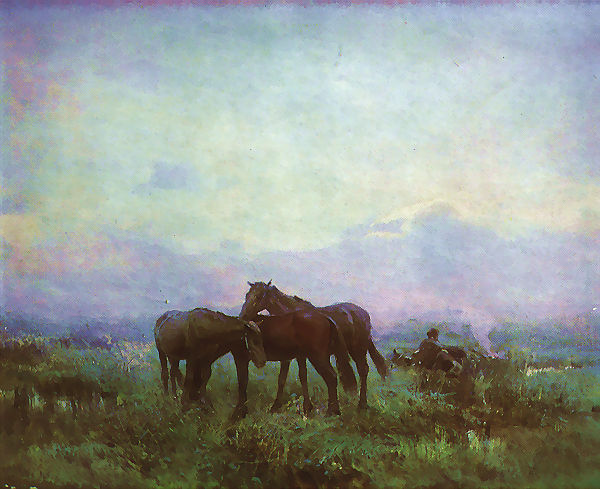
Козачий пікет (Дерево, олія. 1888; 32,5×39,5 см)
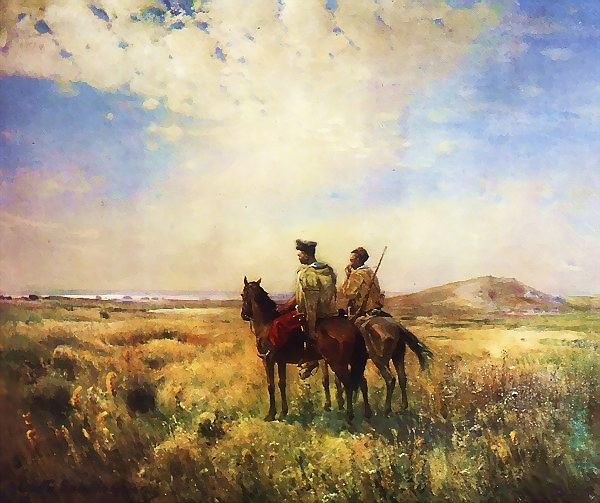
Сторожа запорозьких вольностей (Полотно, олія. Близько 1890; 98×114 см; Національний художній музей України, Київ)
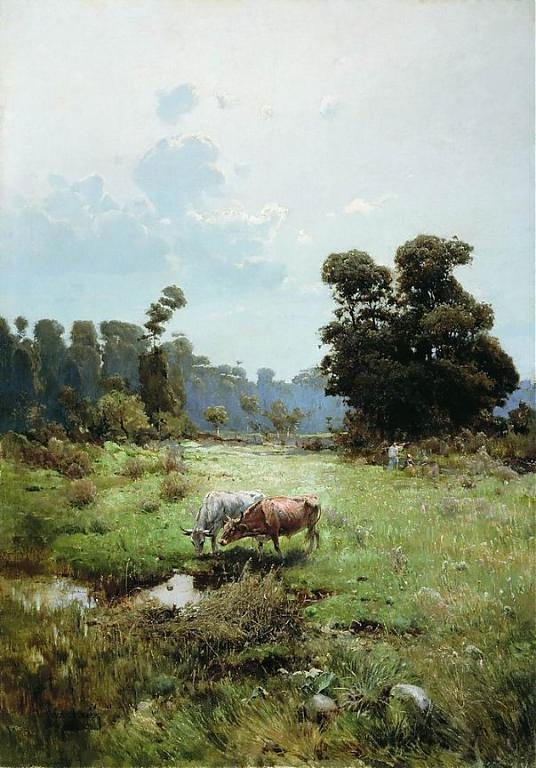
Козача левада (Полотно, олія. 1893; 133×99 см)

## Портретист Тараса Шевченка
Васильківський — автор відомого портрета Тараса Шевченка з авторським підписом (1910–1911), на якому поет зображений на повний зріст, сидячи, на тлі віддаленої широкої панорами степу з низьким горизонтом та високим небом. Васильківський є також автором портрета поета (1907), який писав, спираючись або на один з найбільш тиражованих на той час фотопортретів, зроблений М. Доссом у квітні 1858 року, або на портрет Шевченка, вміщений у виданні: Шевченко Т. Г. Кобзарь: С портретом и автографом. — К., 1899; або ж на образ поета, створений І. Рєпіним за тією самою фотографією. Цей портрет не підписаний, проте за написом на звороті І. Бойка, імовірно нащадка колишнього його власника С. І. Бойка, знайомого Васильківського, створений художником 1907 року. За способом моделювання обличчя та колористичним вирішенням тла портрет близький до підписаного. Обидва зберігаються в Національному музеї Тараса Шевченка в Києві. Васильківський був членом журі конкурсу на проєкт пам'ятника Шевченкові 1911 року. Видано три листівки з репродукцією відомого портрета Шевченка.

## Внесок у розвиток українського мистецтва

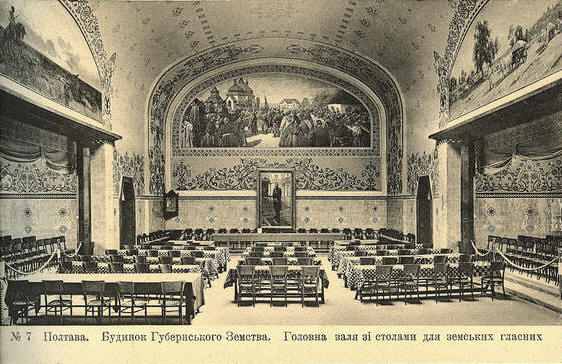
Панно з центральною картиною «Обрання полковником Мартина Пушкаря» для будинку Полтавського земства

Високо цінуючи творчу незалежність, Васильківський не зв'язував себе членством у якомусь одному об'єднанні і представляв роботи на виставки різних товариств Петербурга, Харкова, Києва. Від Академії Васильківський відійшов.
У 1900 організував у Харкові першу персональну виставку (120 творів). Усвідомлюючи суспільну роль мистецтва, брав участь у різних акціях — ініціював і очолив оздоблення будинку Полтавського земства (1901–1906, за участю Миколи Самокиша, М. Ткаченка, М. Беркоса, М. Уварова); разом з Самокишем видав альбом «З української старовини» (1900, перевиданий виданням «Мистецтво» у 1991 році українською мовою) та «Мотиви українського орнаменту» (1912); був серед організаторів художнього училища у Харкові (1912). З метою збору матеріалів до альбому і розписів будинку земства у 1890–1900 роках об'їздив Україну, побував на Кубані.
Для Полтавського земського будинку Васильківський виконав три великоформатні композиції, в яких постав історичний образ Полтавщини у характерних сюжетах: «Козак Голота», «Чумацький ромоданівський шлях», «Вибори полковника Мартина Пушкаря» (загинули разом з будинком під час німецької окупації в роки війни).
У 1912 році на другій персональній виставці в Харкові Васильківський представив серію акварельних зображень історичних діячів (27) — Богдана Хмельницького, Петра Дорошенка, Василя Кочубея, Петра Могили та інших, при створенні яких користувався старовинними гравюрами і живописними портретами (збереглися портрети Дорошенка і Мазепи в Національному художньому музеї України та Лебединському художньому музеї). Того ж року експонував 33 роботи на великій виставці українського образотворчого мистецтва в Києві (383 твори, 47 учасників). В станкову пейзажну канву до кінця життя продовжував вплітати козацьку тематику: близько 1905 року створена картина «Козак в степу», в якій настороженість вершника зливається з тривожним настроєм вечірнього степу і неспокійного неба; 1911 року — «Козак-Мамай», де в образі народного героя проступали портретні риси самого художника; близько 1915 року — «Дума про трьох братів» (Харківський художній музей), написана, як і панно «Козак Голота», на тему відомої історичної думи. У своїй останній картині — «Похід козаків» (1917, Національний музей образотворчого мистецтва) Васильківський розробляє улюблений сюжет більш узагальнено і піднесено. Роздолля степу і простір неба, розмірений впевнений ритм потоку вершників, насичена колірна гама — все пронизане музикою козацького маршу (музикальність його творів відзначали сучасники, він любив малювати кобзарський спів, грав на декількох музикальних інструментах, захоплювався народною піснею). У своїй останній картині втілював життєствердне світосприймання і відданість козацькій історії України.
Перед смертю він заповів Музею Слобідської України понад 1340 своїх творів та значну суму грошей, які, за його бажанням, мали піти на створення у Харкові великого національного художнього музею. Художник Васильківський залишив після себе гідний набуток для українського мистецтва — майже 3000 робіт, в останні дні життя півтори тисячі з них передав Харківському художньому музею (більшість загинула чи була вивезена з України в роки Другої світової війни; 28 листопада 2018 року німецька сторона Змішаної українсько-німецької комісії з питань повернення та реституції втрачених та незаконно переміщених під час та внаслідок Другої світової війни культурних цінностей передала Україні «Етюд з будинком» авторства С. Васильківського). Зараз у музеях і приватних збірках нараховують близько 500 його творів.

## Галерея

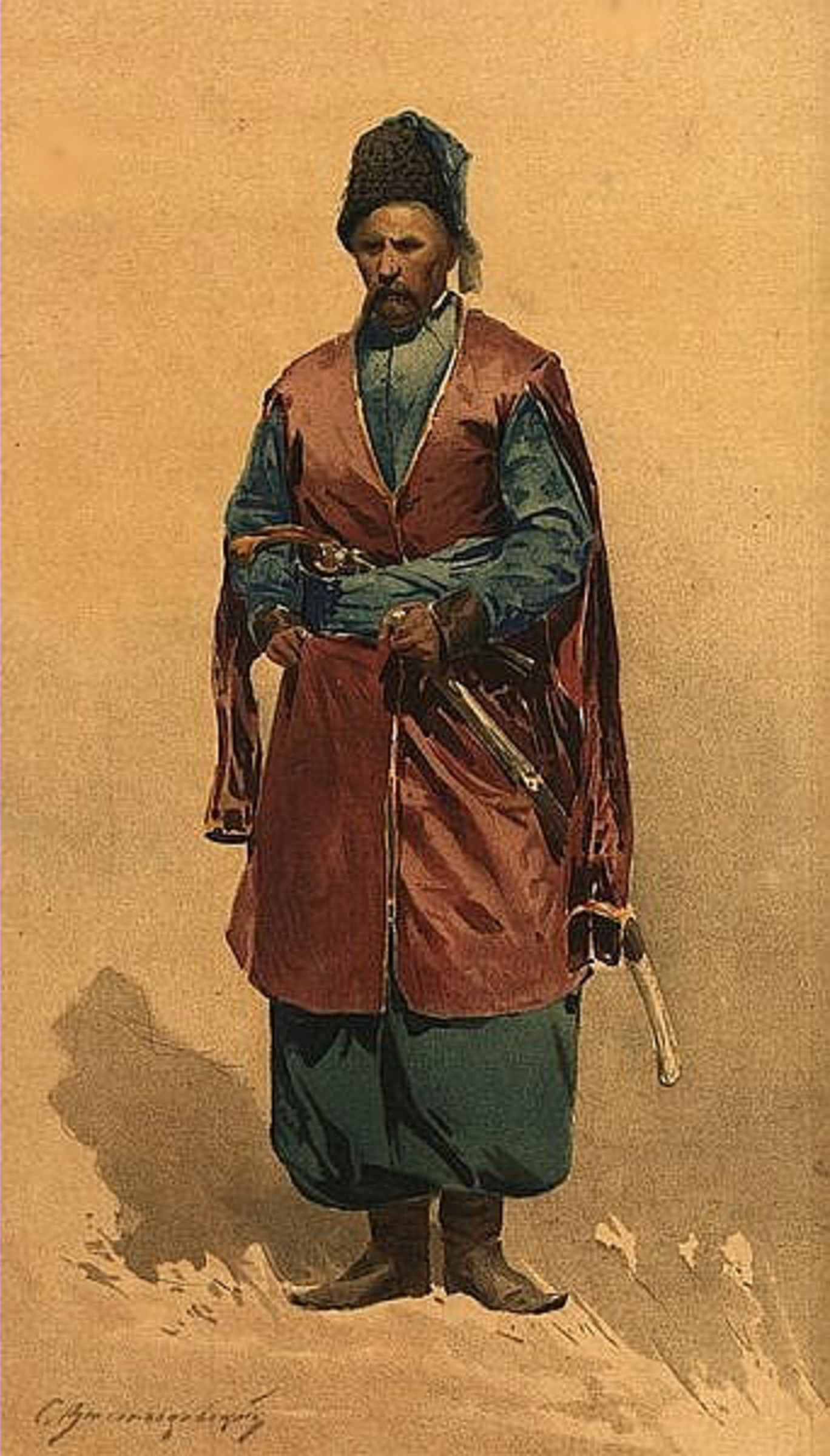
Полковник реєстрового лівобережного полку у кунтуші. Акварель. 1900
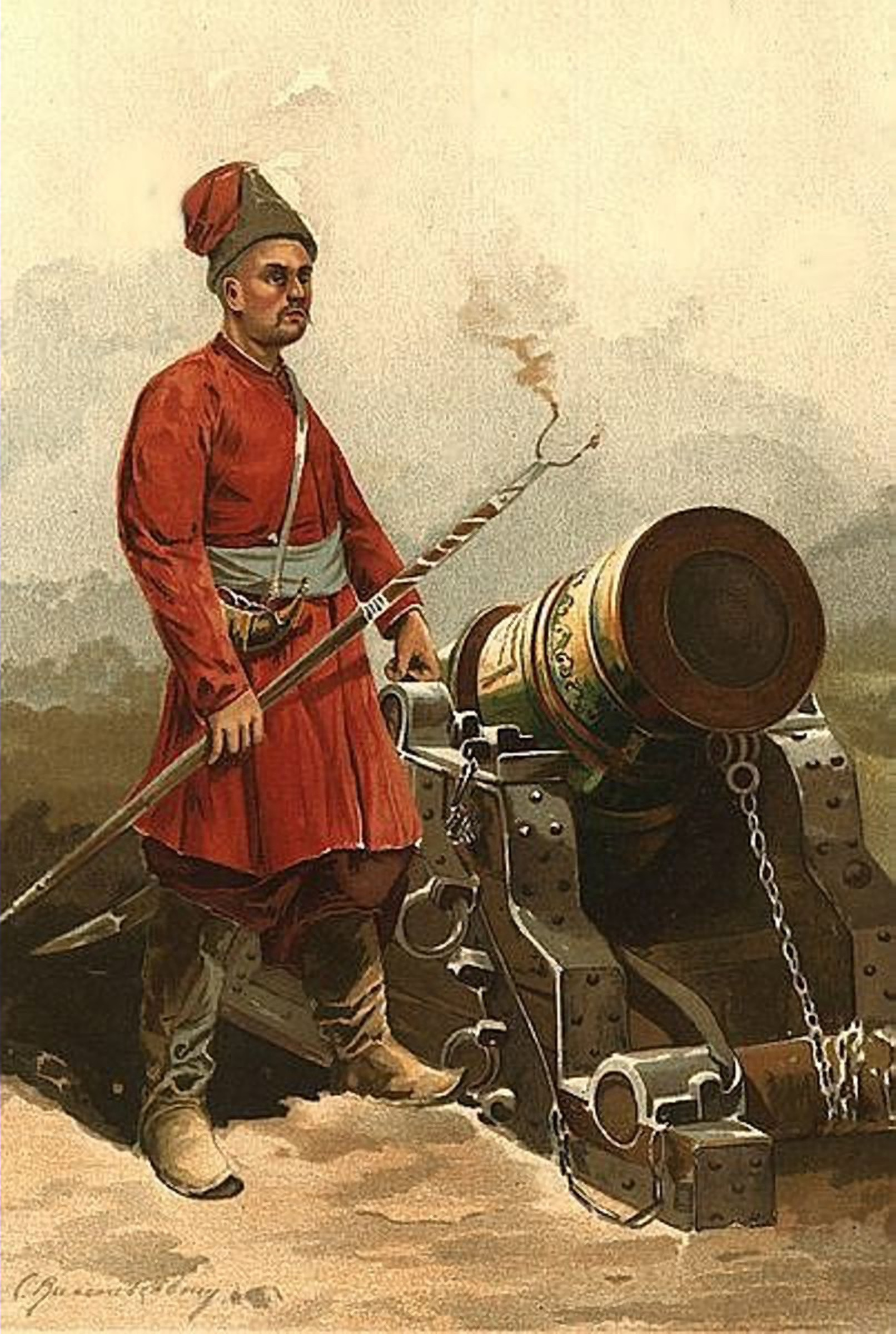
Гармаш часів гетьмана І. Мазепи. Акварель. 1900
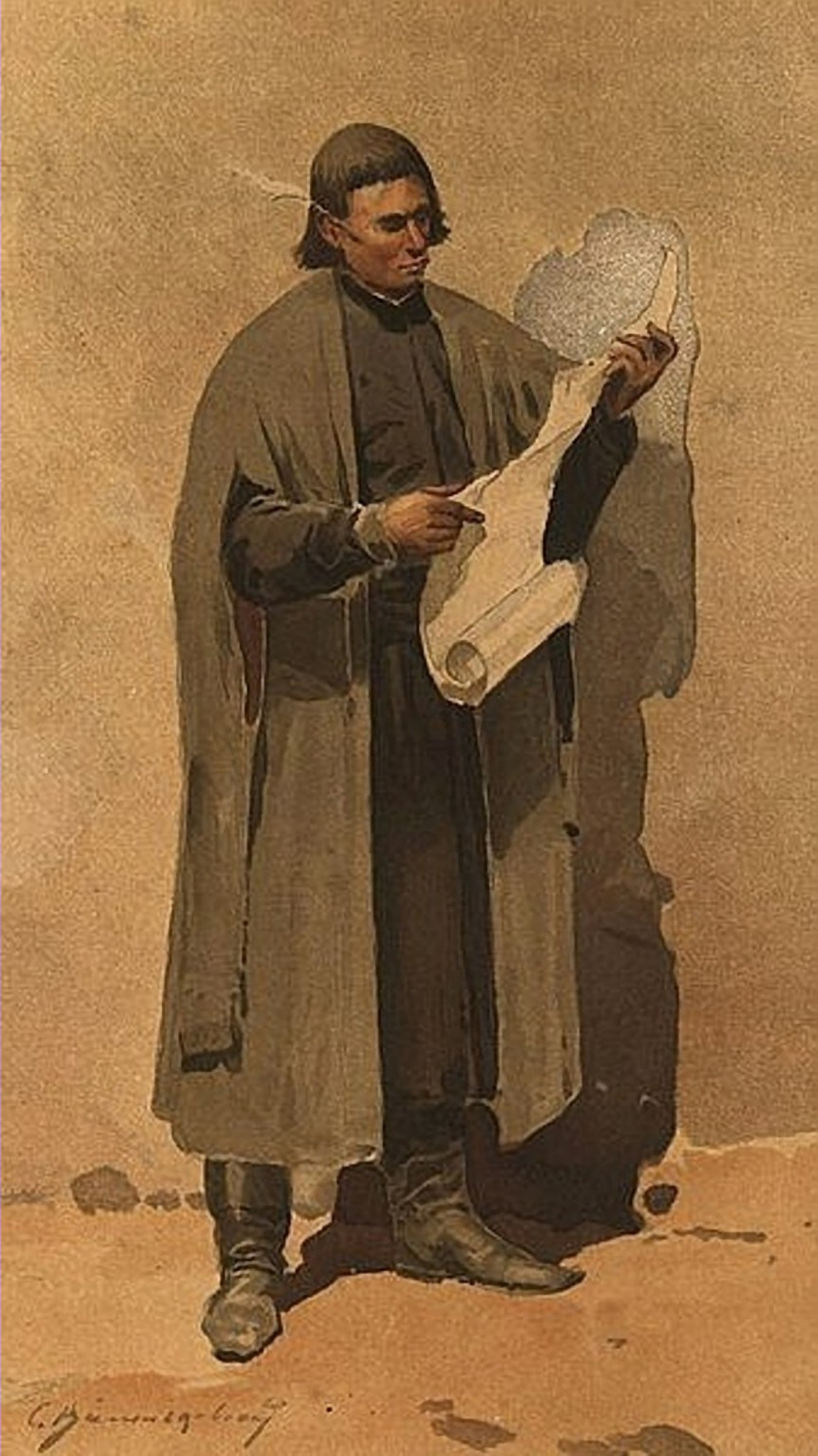
Писар військовий. Акварель. 1900
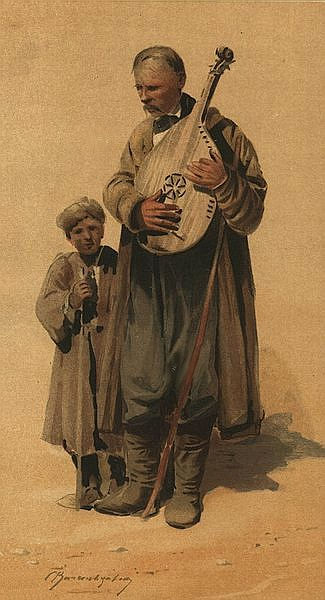
Кобзар-сліпець з хлопчиком-поводирем. Акварель. 1900
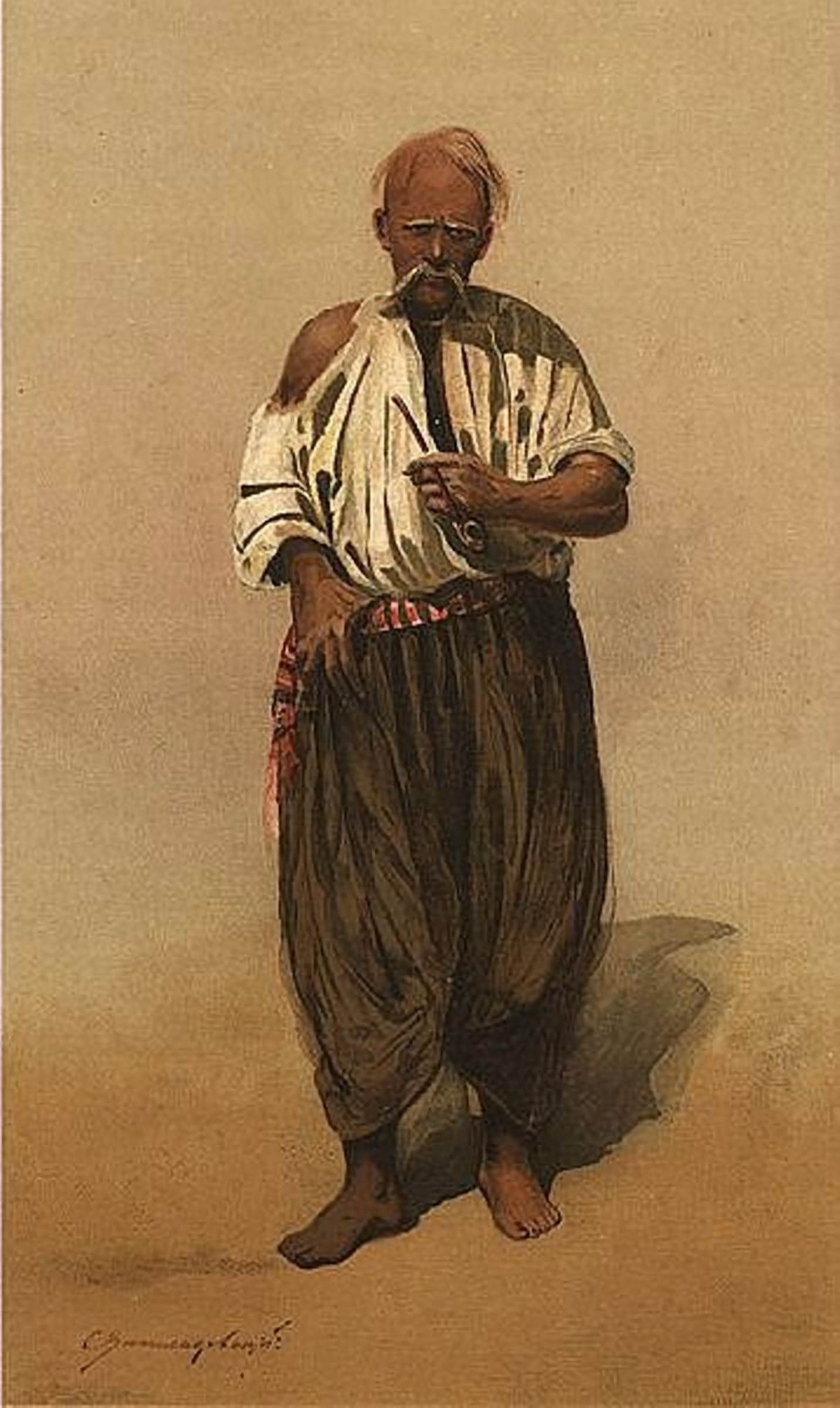
Січовий дід, абшитований (відставний) Акварель. 1900
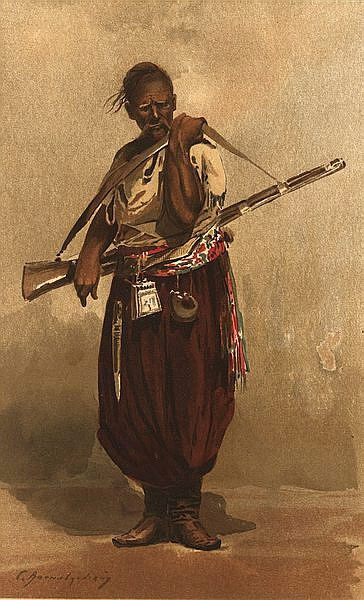
Тип запорожця. Акварель. 1900
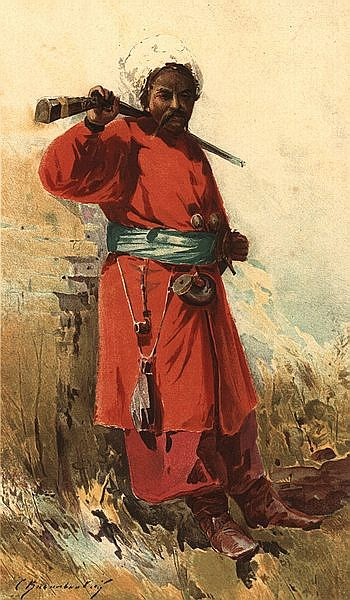
Тип запорожця. Акварель. 1900
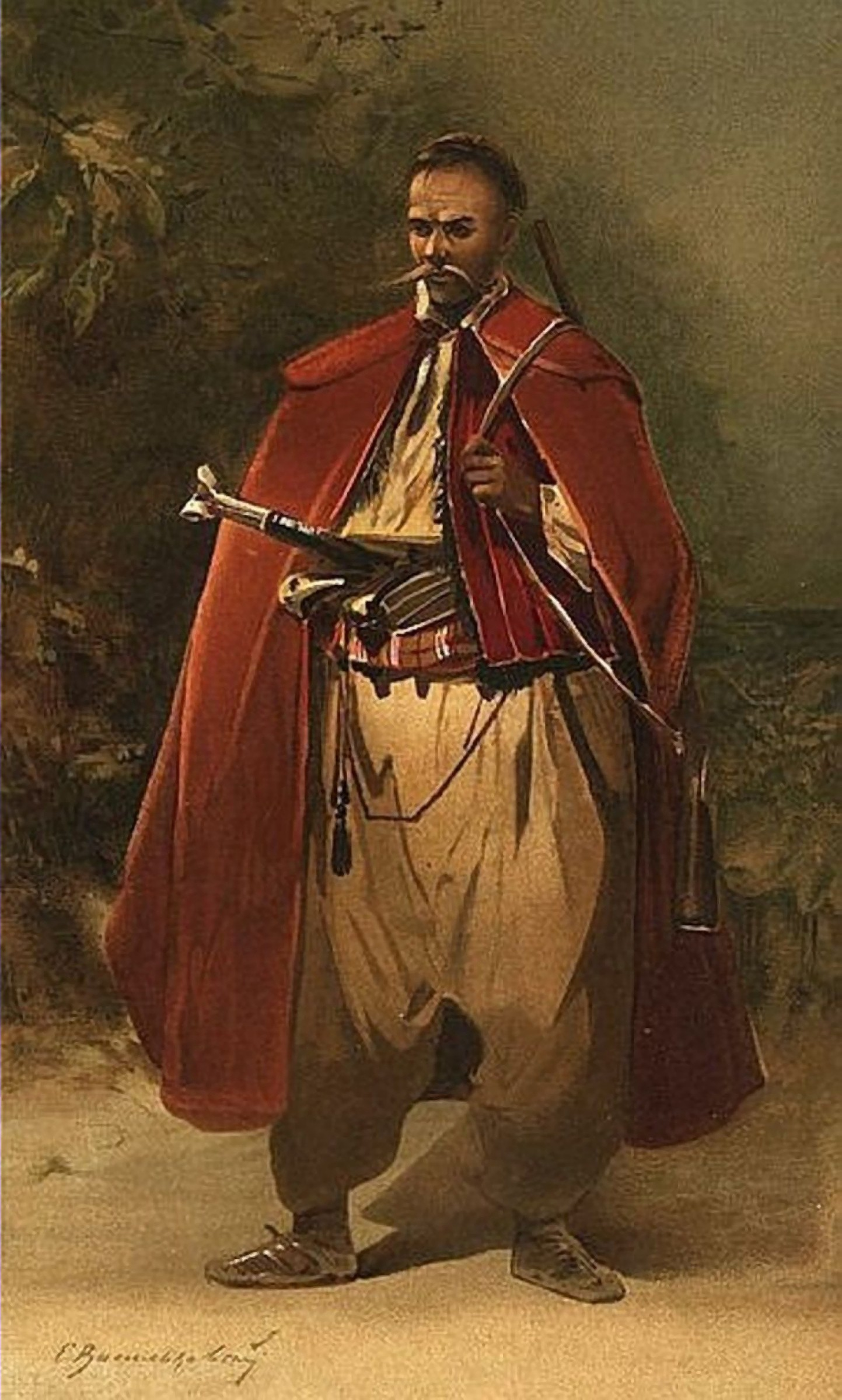
Задунайський запорожець. Акварель. 1900
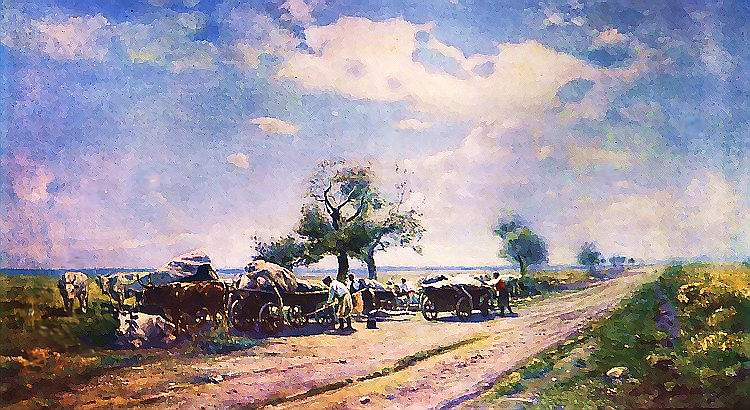
Чумацький шлях
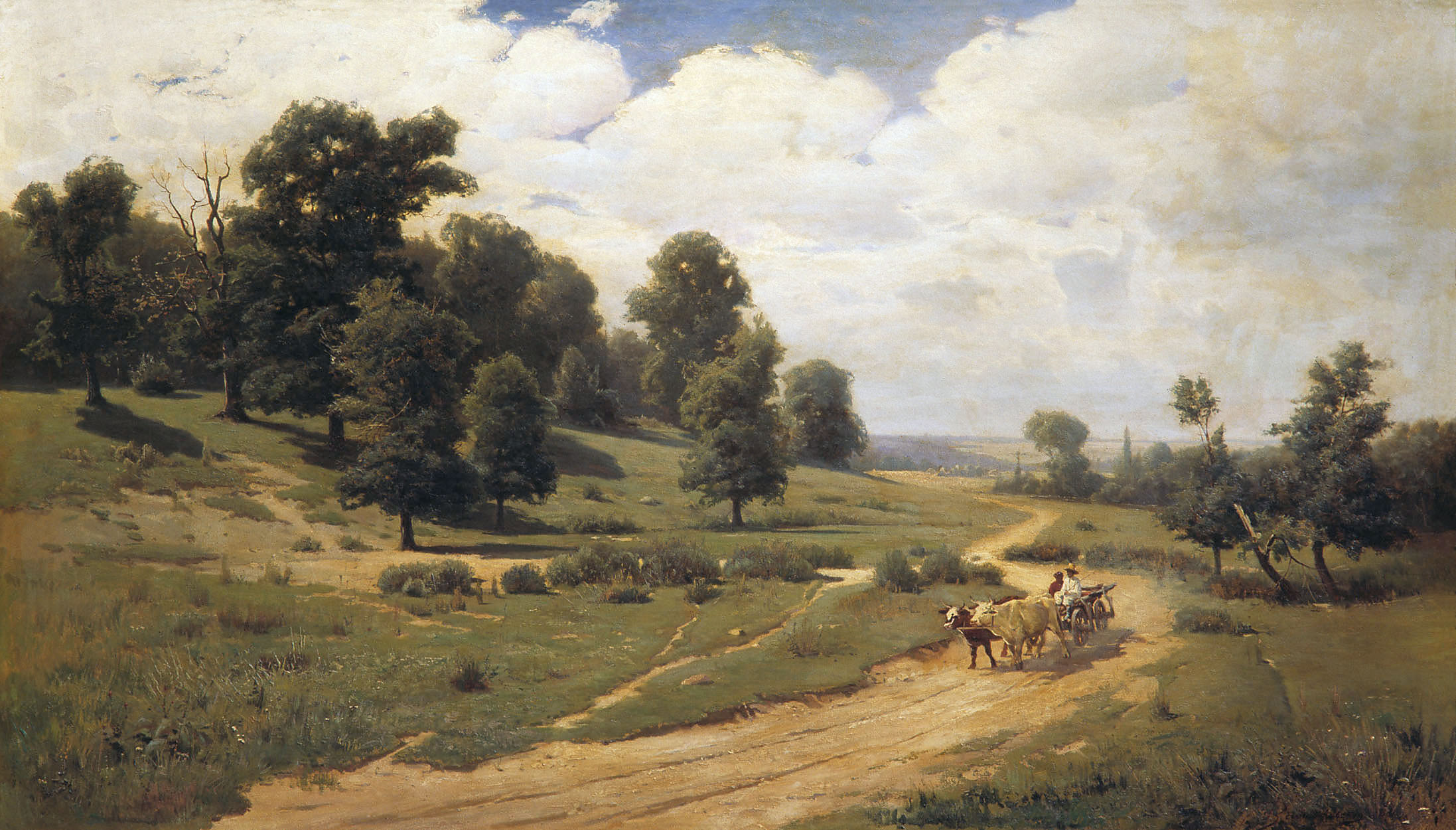
Український пейзаж
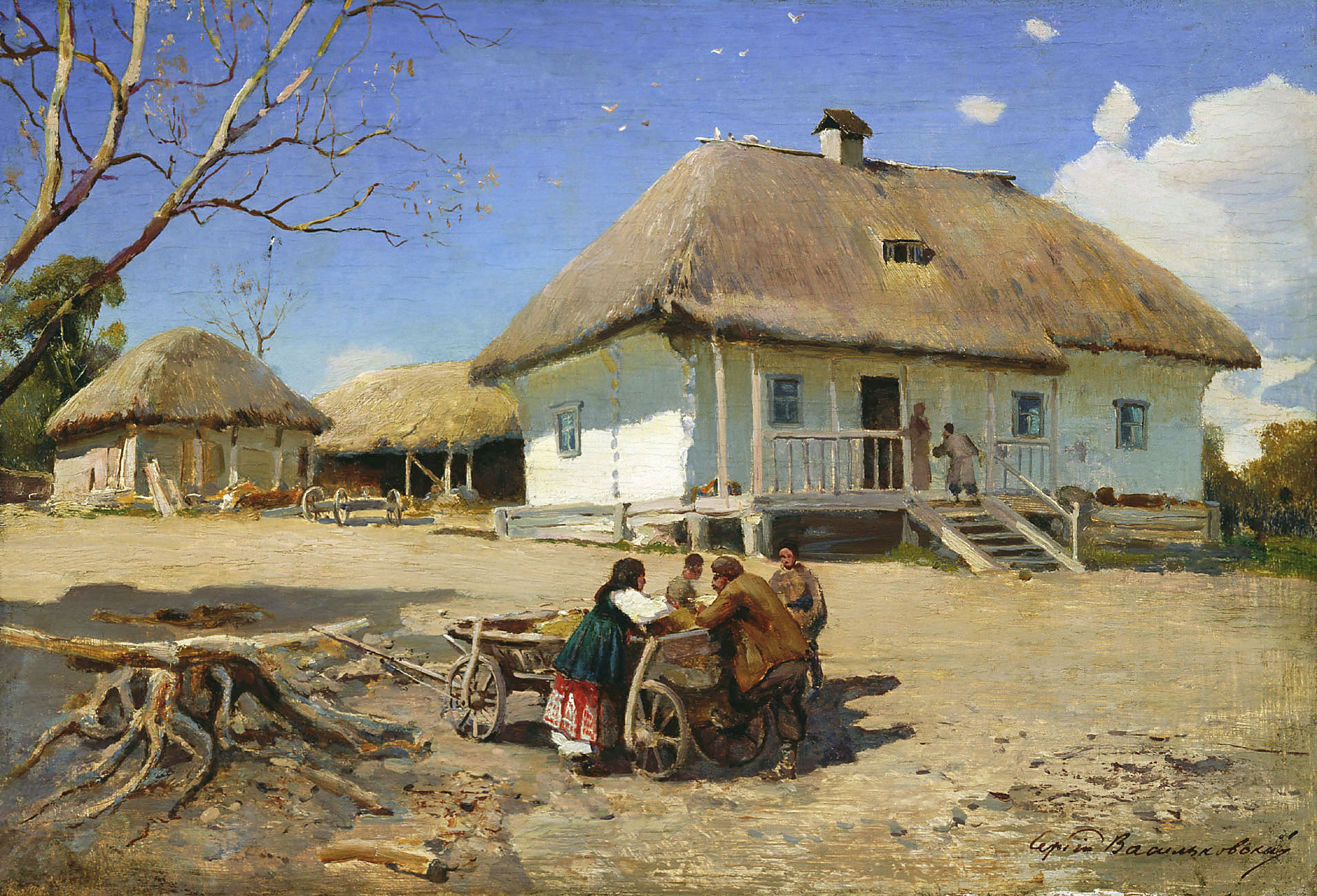
Козацький двір
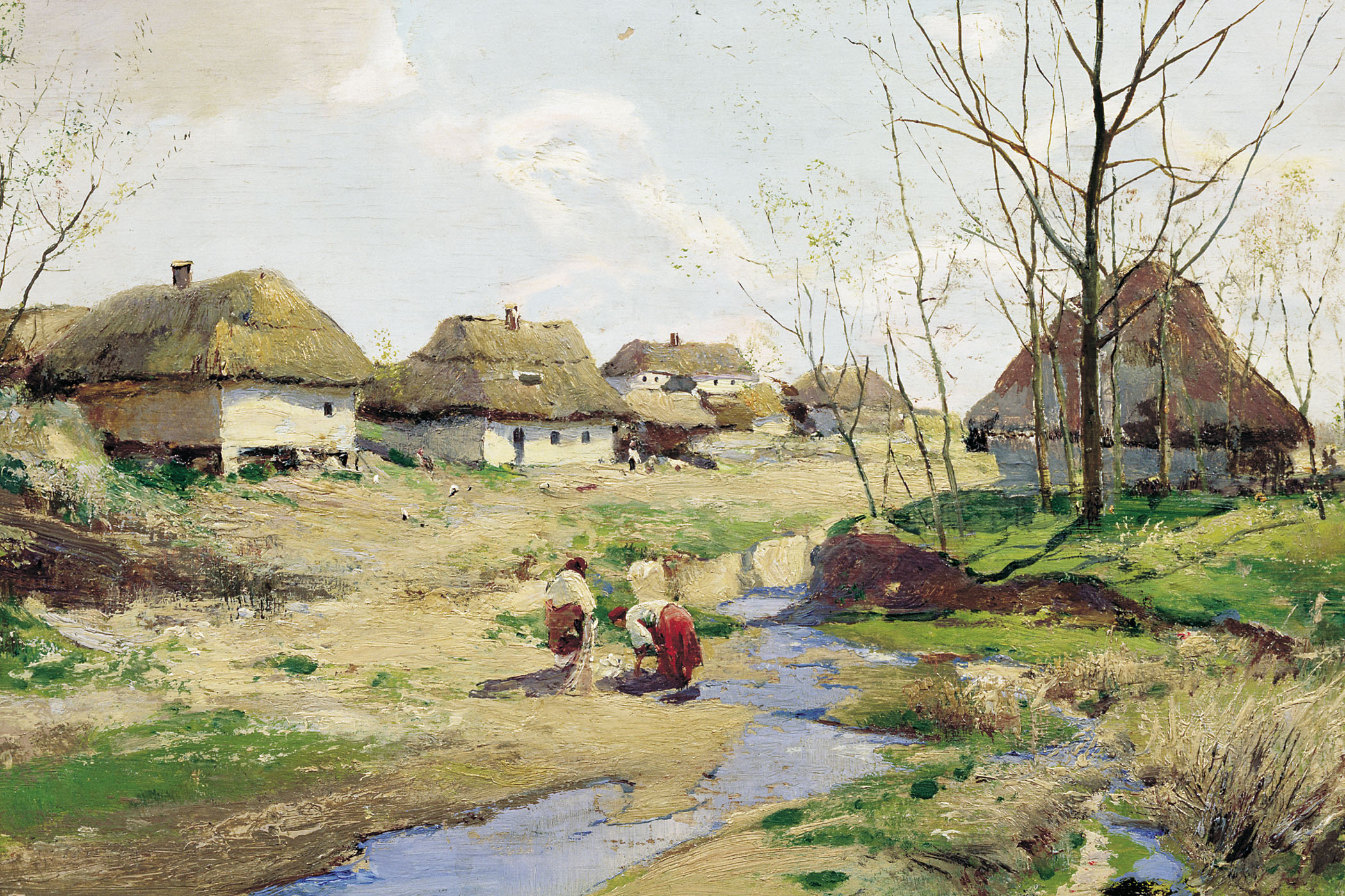
Весна в Україні
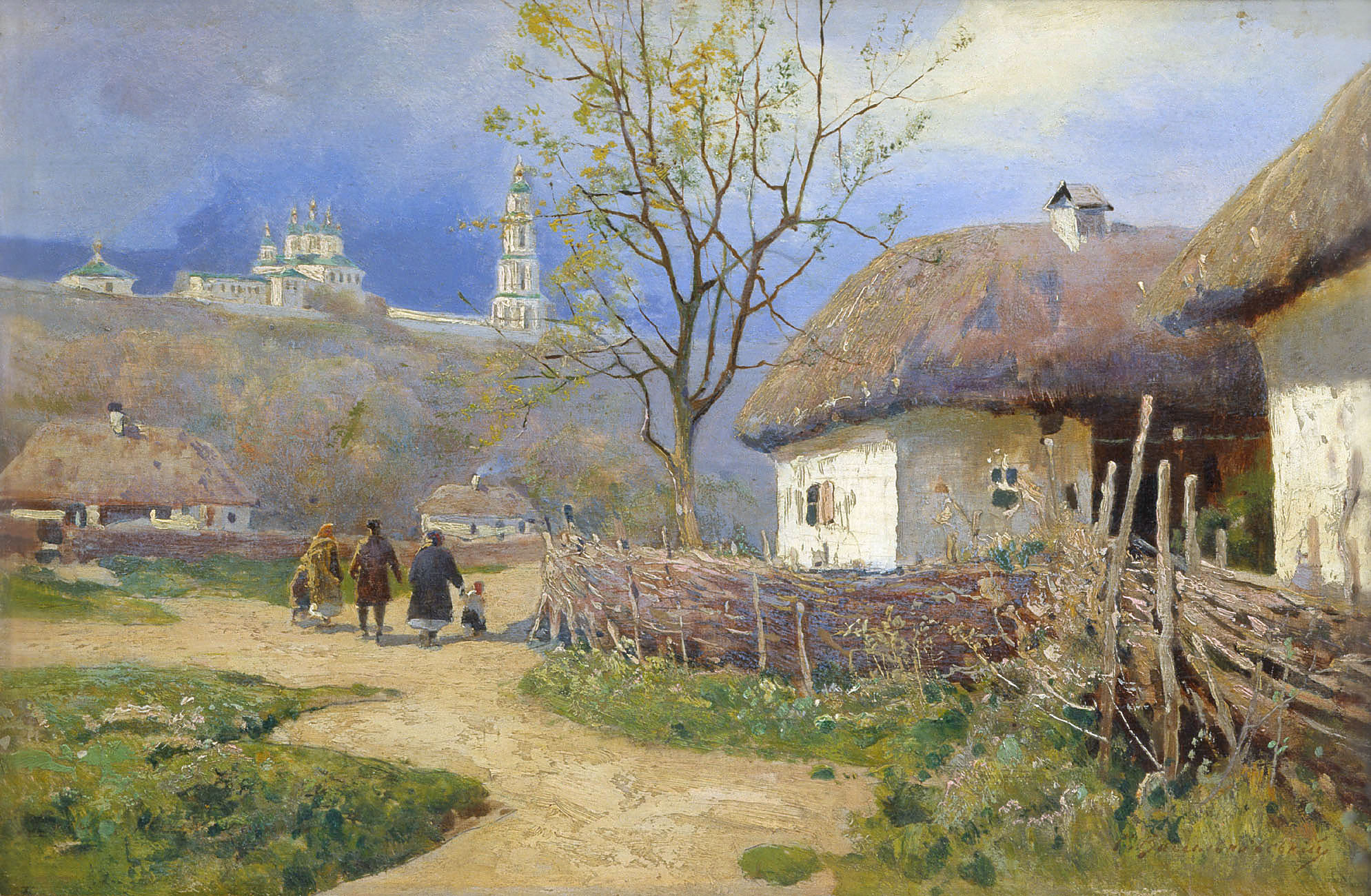
Полтавщина
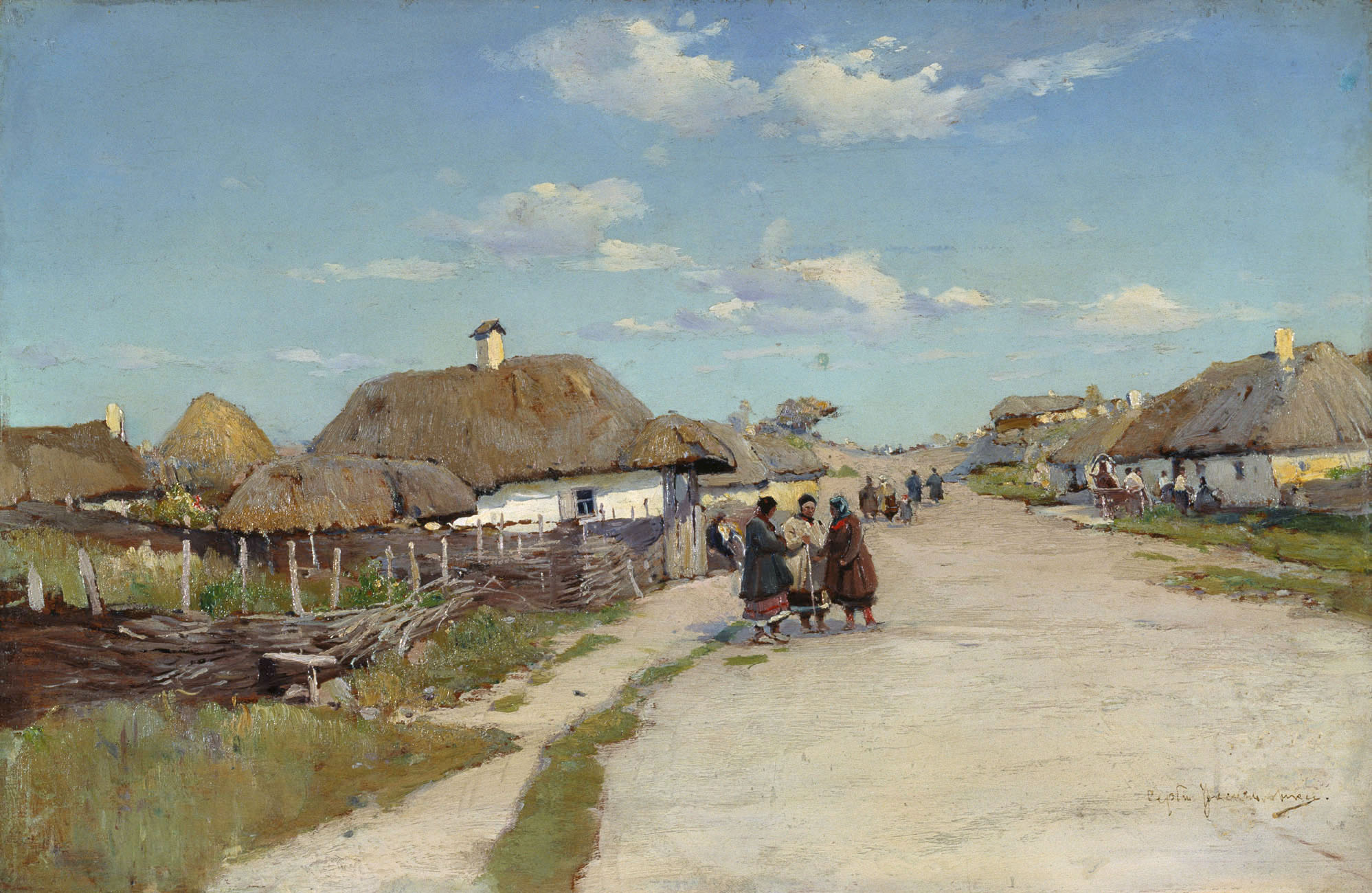
Сільська вулиця
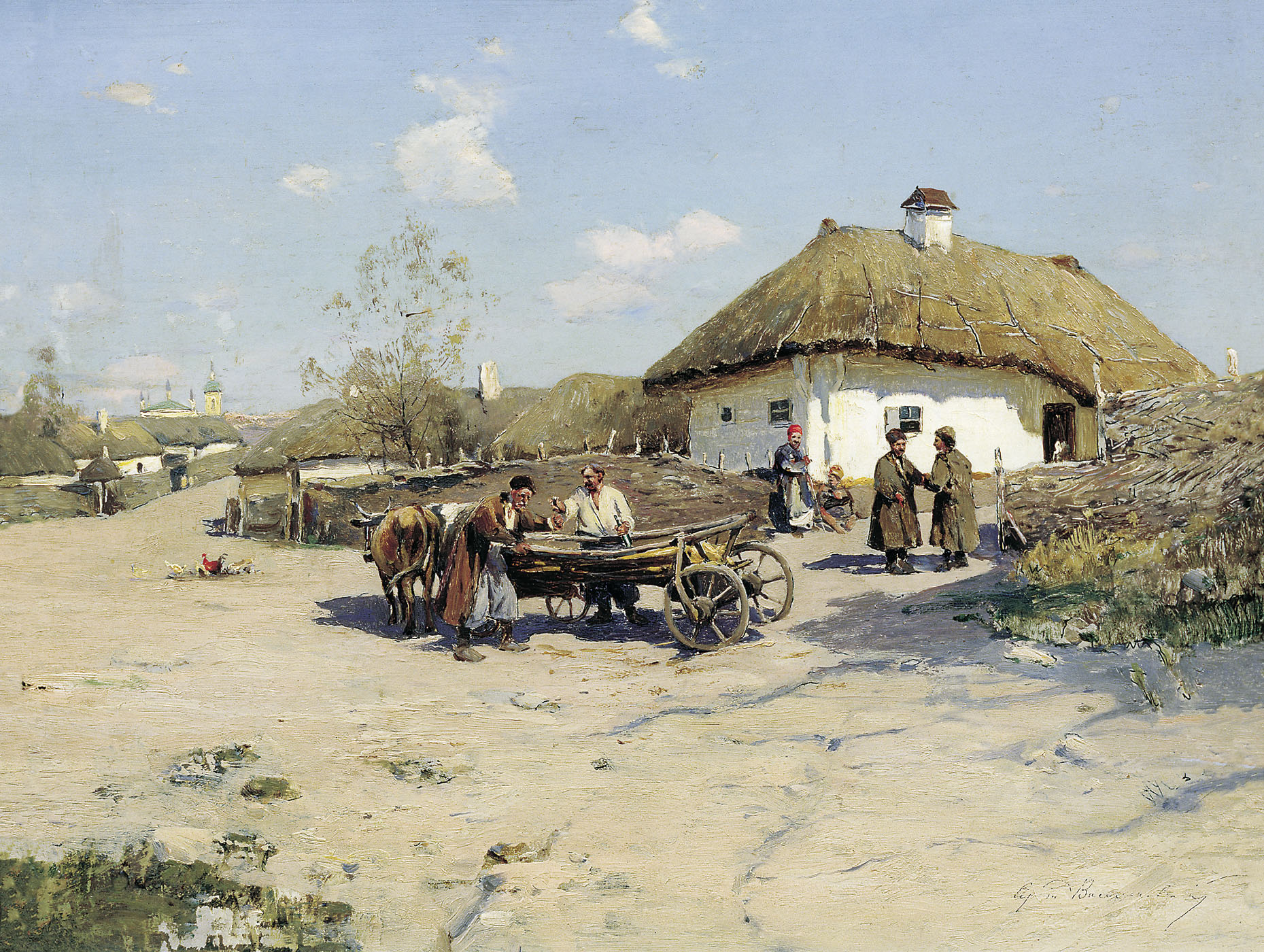
Околиця
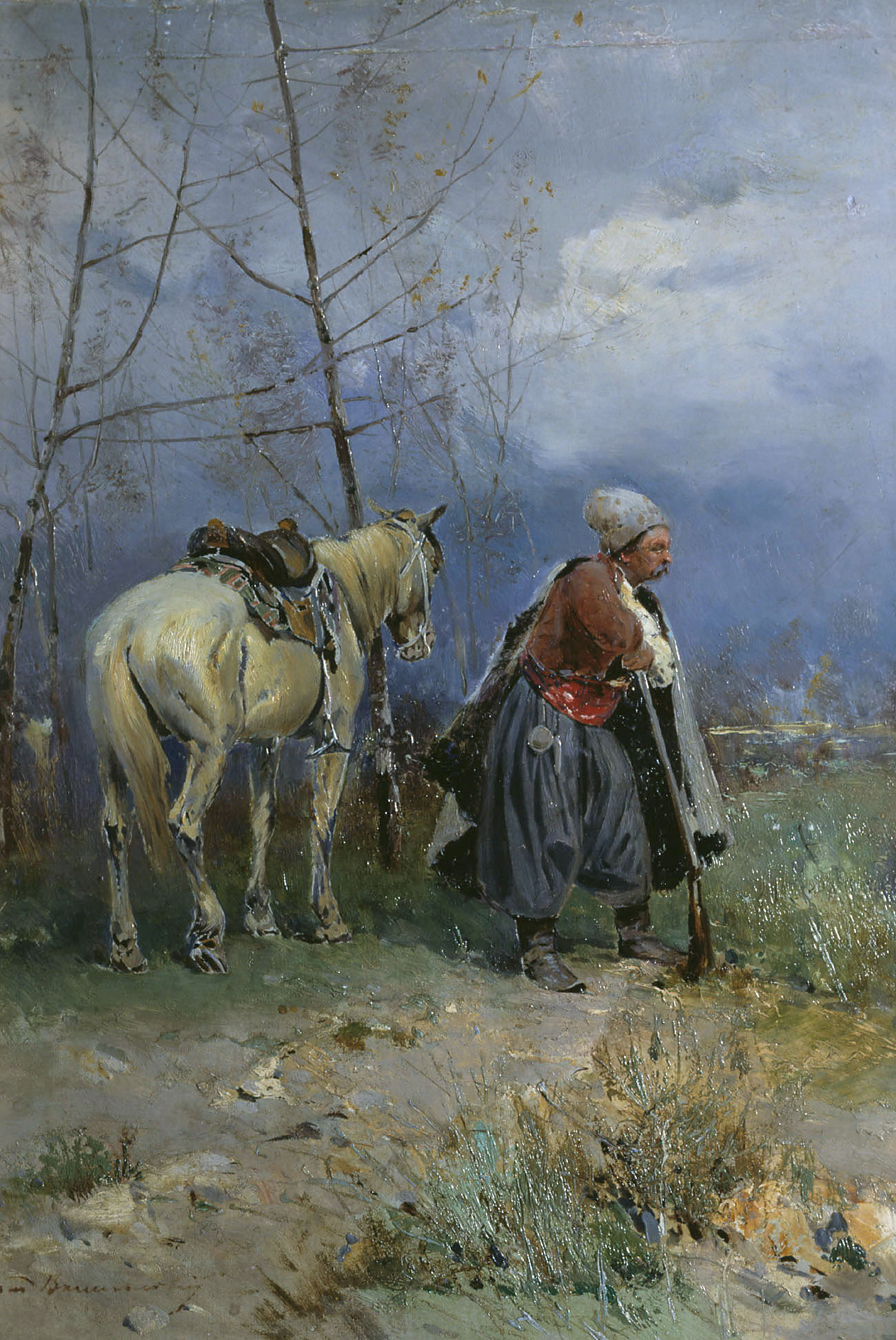
На варті
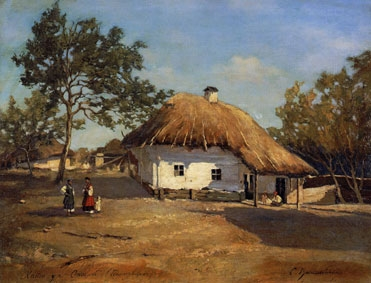
Хата в Опішні

## Вшанування пам'яті
Вулиця Сергія Васильківського є у містах Львів, Мерефа, Нова Водолага, Полтава селищі Опішня.
22 грудня 2022 року у місті Звенигородка провулок Мічуріна перейменували на провулок Сергія Васильківського.
26 липня 2024 року у місті Дніпро вулицю Фартушного перейменували на вулицю Сергія Васильківського.